# Ліцензійна угода з кінцевим користувачем
Ліцензійна угода з кінцевим користувачем (англ. End User License Agreement, EULA, вимовляється [ю-ла]) є видом ліцензії на використання ПЗ. Це юридичний договір, який укладається між власником майнових прав на комп'ютерну програму та її користувачем. Зазвичай надається клієнтові через роздрібного продавця, який виступає в ролі посередника. Ліцензійна угода детально визначає права й обмеження, які застосовуються до використання програмного забезпечення. Зазвичай, така угода жорстко визначає права користувача, обмежуючи більшість з того, що може бути зроблено з програмним забезпеченням.
Форми договорів для цифрових послуг (наприклад, умови надання послуг та політика конфіденційності) традиційно були паперовими (так звана обгорткова ліцензія), але нині їх найчастіше надають у цифровому вигляді у форматах browsewrap або clickwrap — тобто текст угоди з'являється в електронному вигляді у вікні браузера або в діалоговому вікні. Оскільки користувач може побачити угоду вже після того, як він придбав або почав користуватися програмним забезпеченням, ці документи можуть бути договорами приєднання.